# قرار مجلس الأمن التابع للأمم المتحدة رقم 1
قرار مجلس أمن الأمم المتحدة 1 الذي اعتمد بدون تصويت يوم 25 يناير 1946 دعا إلى اجتماع لجنة الأركان العسكرية لأول مرة في لندن يوم 1 فبراير 1946.

## روابط خارجية
- النص الكامل للقرار (إنجليزية)